# Саратовка (Приморский край)
Сара́товка — село в Чугуевском муниципальном районе Приморского края России. Основано в 1906 году.

## География
Село находится в месте впадения реки Журавлёвка в реку Уссури (на левом берегу Журавлёвки и на правом берегу Уссури), на участке строящейся автодороги А375, на удалённости 30 км от автодороги Осиновка — Рудная Пристань, на расстоянии 57 км (по прямой) к северо-востоку от села Чугуевка, административного центра района.

## Население
| 1915 | 2002 | 2006 | 2010 |
| ---- | ---- | ---- | ---- |
| 273  | ↗388 | ↘385 | ↘286 |

## Улицы
- ул. Лесная,
- ул. Набережная,
- ул. Первомайская,
- ул. Садовая,
- ул. Сплавная.